# Mancala
Mancala é uma família de jogos de tabuleiro jogada ao redor do mundo,  jogos de semeadura ou jogos de contagem e captura, que vêm das regras gerais. Os jogos dessa família mais conhecidos no mundo ocidental são o Oware, Kalah, Sungka, Omweso e Bao. Jogos de mancala possuem um papel importante em muitas sociedades africanas e asiáticas, comparável ao do Xadrez no Ocidente.

## Definição

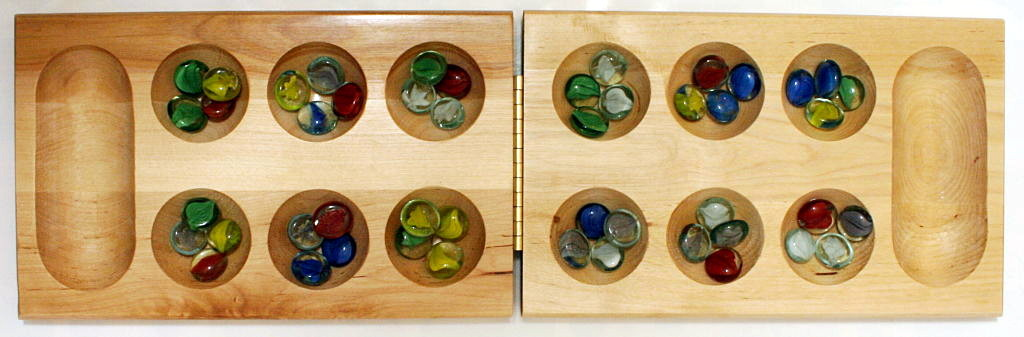
Um tabuleiro de madeira, dobrável, de Mancala

Pessoas desfamiliarizadas com jogos de mancala de forma comum presumem que há um jogo em particular com o nome de Mancala. Esta percepção é ajudada pela comercialização do produto que geralmente falha na diferenciação das variações do jogo ou nomes atribuídos como "Etíope" ou "Nigeriano". Apesar desses países tradicionalmente jogarem o jogo, existem diversas maneiras distintas de jogá-lo, mesmo dentro dessas culturas. Dessa forma, estes nomes não são inteiramente descritivos. Mesmo nomes que são corretamente associado com certos jogos, como "Auari", são frequentemente aplicados de maneira errônea a diferentes jogos.
De fato, o nome mancala é o nome árabe comumente dado a alguns jogos do tipo; a palavra vem do árabe naqala (literalmente "mover"). Esta palavra é usada pelo menos na Síria, Líbano e Egito, mas não é consistentemente aplicado a nenhum jogo em especial. No mundo ocidental, "mancala" é geralmente usado como o nome genérico para o jogo "kalah". Pesquisas na língua inglesa referem a "jogos na família de mancala" ou "jogos de mancala", ao invés de "variantes de mancala" o que implicaria que há um jogo principal de mancala no qual os outros são baseados.
Aumentando a confusão, jogos de mancala de ampla distribuição podem aparecer com diferentes nomes em diferentes regiões, sempre com sutis variações de regras. Então, há grupos que dão a múltiplos jogos o mesmo nome; algumas vezes um deles é orientado para ser jogado por homens, outro por mulheres. Historicamente, pesquisadores tem tido dificuldade em separar as regras dos jogos das implicações estratégicas ou formações favorecidas, o que tem causado confusão adicional sobre quais jogos são distintos, ou quais nomes se referem ao mesmo jogo. Por causa dessas considerações, e o fato dos jogos de mancala terem alcançado o Ocidente a partir dessas múltiplas culturas, é difícil estabelecer quais nomes e regras, caso haja alguma, são os "corretos".
Os nomes dos jogos individuais geralmente vêm dos componentes usado; por exemplo, bao é a palavra suaíli para "tabuleiro".
Uma variação chamada Pallanguzhi é jogada em Tamil Nadu. Os iorubás da África Ocidental o chama de "Ayo". Na Etiópia, onde se supõe que o jogo tenha se originado, é chamado "Gebeta" (Ge'ez ገበጣ gebeṭā).

## Regras gerais
Os jogos de Mancala possuem uma sequência de regras geral de jogo em comum de pegar todas as sementes de uma cavidade (a estratégia), então semear as sementes uma de cada vez de uma cavidade, e captura baseada no estado do tabuleiro. Isto leva à frase em português "Contagem e Captura" algumas vezes usada para descrever as regras. Apesar dos detalhes se diferenciarem substancialmente, esta sequência geral se aplica a todos os jogos.

### Componentes

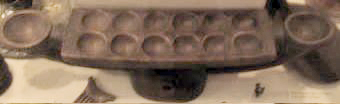
Tabuleiro de madeira de mancala da África Ocidental

O jogo é tipicamente composto por um tabuleiro, construído dos mais variados materiais, com uma série de cavidades distribuídas em fileiras, geralmente duas ou quatro. Alguns jogos são mais frequentemente jogados com buracos cavados na terra, ou esculpidos na pedra. As cavidades também são chamadas de "depressões", "valas" ou "casas". Algumas vezes, grandes cavidades nas extremidades do tabuleiro, chamados de poços, são usadas para o abrigo de peças capturadas. As peças de jogo são sementes, feijões, pedras ou outras pequenas contas similares que são colocadas e transferidas pelas casas durante o jogo.
As configurações do tabuleiro variam entre diferentes jogos mas também entre diferentes variações de um nome; por exemplo o Endodoi é jogado com tabuleiros de 2 x 6 a 2 x 10.
Com um tabuleiro de duas fileiras, os jogadores geralmente consideram controlar seus respectivos lados do jogo, apesar dos movimentos na maioria das vezes serem feitos para o lado do oponente. Com um tabuleiro de quatro fileiras, os jogadores controlam uma fileira interior e uma fileira exterior, e as sementes de um jogador permanecerão nessas duas fileiras mais próximas a não ser que o oponente as capture.
Estes jogos são bons para fazer com que as crianças interajam e usado para o aprendizado de contagem. As crianças inclusive podem ser encorajadas para fazer o jogo elas mesmas da seguinte maneira:
Pegue duas embalagens de meia dúzia de ovos, arranque o topo de ambas, e as arranje em uma linha longa (tampa, base, base, tampa). Você pode grampeá-as ou juntá-las com fita adesiva se quiser, e use pedrinhas ou contas como sementes.

### Objetivo
O objetivo de jogos de Mancala normalmente é capturar mais sementes do que o oponente; algumas vezes se tenta vencer por meio do bloqueio de todos os movimentos do oponente.

#### Semeadura
| 3 para semear | 1 |  | 2 | 4 |

| Agora vazio | 1 a 2 | 0 a 1 | 2 a 3 | Ainda 4 |

No começo da vez de um jogador, selecionam uma cavidade com sementes que será semeada no tabuleiro. Esta escolha é geralmente limitada a cavidades no lado atual do jogador no tabuleiro, assim como cavidades com um certo número mínimo de sementes.
No processo conhecido como semeadura, todas as sementes de uma cavidade são deixadas uma a uma em buracos subsequentes em um movimento ao redor do tabuleiro. Semeadura é um nome apto para esta atividade, uma vez que não apenas há muitos jogos tradicionalmente jogados com sementes, mas colocando-se sementes uma de cada vez em diferentes cavidades reflete o ato físico de semeadura. Se a ação de semeadura para após deixada a última semente, o jogo é considerado um jogo de volta única.
Voltas múltiplas ou semeadura revezada é uma característica frequente de jogos de mancala, apesar de não ser universal. Quando a semeadura é revezada, se a última semente durante a semeadura aterrissa em uma casa ocupada, todo o conteúdo daquela casa, incluindo a última semente semeada, são imediatamente semeadas novamente da cavidade. O processo geralmente continua até a semeadura terminar em uma cavidade vazia.
Muitos jogos do subocontinente indiano usam voltas pussa-kanawa. Estas são como voltas múltiplas padrão, mas ao invés de continuar o movimento com o conteúdo da última cavidade preenchida, o jogador continua com a próxima cavidade. A jogada da volta pussa-kanawa então terminará quando a volta terminar imediatamente antes de uma casa vazia.

### Captura
Dependendo do último buraco semeado em uma volta, um jogador pode capturar sementes de um tabuleiro. Os requerimentos exatos para captura, assim como o que é feito com as sementes capturadas, variam consideravelmente entre os jogos. Tipicamente, uma captura requer que a semeadura termine com um certo número de sementes, ou terminando através do tabuleiro de sementes em configurações específicas.
Outra maneira comum de captura é capturar o conteúdo dos buracos que alcançam um certo número de sementes a qualquer momento.
Também, diversos jogos incluem a noção de captura de casas, e portanto todas as sementes semeadas em uma casa capturada pertencem ao final do jogo ao jogador que as capturou.

## História
A história da mancala não é clara. A primeira evidência do jogo é um fragmento de um tabuleiro de cerâmica e diversos cortes de rocha encontrados na Etiópia axumita em Matara (agora na Eritreia) e Yeha (na Etiópia), que são datadas por arqueólogos entre os séculos VI e VII; o jogo pode ter sido mencionado no texto ge'ez do século XIV "Mistérios do Céu e da Terra". A similaridade de alguns aspectos do jogo com a atividade agrícola e a ausência de uma necessidade de equipamento especializado apresenta a intrigante possibilidade que o jogo poderia datar do próprio início da civilização; contudo, existe pouca evidência verificável que o jogo é mais velho que algo em torno de 1 300 anos. Algumas evidência encontradas vêm de graffiti do templo de Kurna no Egito, como reportado por Parker em 1909 e Murray em seu "Board Games Other Than Chess" (Jogos de Tabuleiro Que Não o Xadrez). Contudo, datação precisa desse graffiti parece ser inviável, e quais desenhos foram encontrados por acadêmicos modernos geralmente remetem a jogos comuns ao mundo romano, ao invés de qualquer coisa parecida com Mancala.
Os Estados Unidos têm uma população que mais joga mancala maior, apesar de que muitos desses jogadores sejam descendentes de africanos escravizados. Um jogo de mancala tradicional chamado Warra ainda era jogado em Louisiana no início do século XX. Talvez a falta de familiaridade com os jogos de mancala no Ocidente é em parte devido ao preconceito histórico contra primitivos; a presunção de que esses jogos não requeriria qualquer habilidade mental séria. A edição de 1961 de Goren's Hoyle, que descreve por si só uma origem árabe para os jogos, talvez expresse um sentimento comum relacionado à profundidade da descoberta de jogos:
Os antropólogos não se preocuparam em explicar como acontece que o jogo universal de povos primitivos é de pura habilidade intelectual. Mancala é inteiramente matemático, similar ao jogo de desenhar pedras de uma pilha é um esforço para ganhar o último, mas tão complexo quanto permanecer como uma disputa real.

## No Brasil
O Aiú aparenta ser uma variação próxima de oware que foi jogada no Brasil. Seu nome é vem do ato de soletrar "Ayo", um jogo de mancala na Nigéria de onde muitos escravos foram deportados para a América do Sul.
O Aiú foi observado pela última vez em 1916 pelo historiador Manoel Raimundo Querino na Bahia.
O etnólogo francês Christian Béart e mais tarde a russa Assia Popova sugeriram que os jogos de mancala sobreviveram no jogo de búzios, que serve como um instrumento de ligação divina na religião afro-brasileira do Candomblé. Contudo, os estudos religiosos da norte-americana Mary Ann Clark e da antropóloga brasileira Rita Laura Segato, as mais proeminente especialistas em Candomblé, acreditam que o jogo de búzios é baseado em um sistema de ligação divina que ainda era conhecido e usado na África Ocidental nos anos 1960. Ambas sugerem que o jogo de búzios na verdade é associado com a manipulação de búzios nos mercados e que não há ligação alguma com a mancala. Além disso, no jogo de búzios não há cavidades, semeadura, captura, jogo ou jogadores. Os búzios são tão somente jogados para que se possa olhar o padrão formado por eles.
Em 1995, o português Elísio Romariz Santos Silva defendeu a ideia que um jogo de mancala de quatro fileiras já foi jogado na região sul do Brasil, onde muitos escravos desembarcaram de Angola (onde se joga um mancala de quatro fileiras, chamado Kiela.
Recentemente reconhecida como patrimônio da cultura afro-descendente no Brasil, a mancala é promovida no país por acadêmicos e instituições de valorização da cultura negra.

## Análise
Jogos de semeadura podem ser analisados utilizando-se teoria de jogos combinatórios. Mesmo com um equipamento lento, programas de computador podem derrotar facilmente fortes jogadores humanos.

## Ganhos pedagógicos
Além de ser um jogo utilizado para o lazer, a mancala pode ser usada para desenvolver o raciocínio lógico[2] e treinar conceitos de matemática, como a adição e a subtração. Além disso, o jogo promove as habilidades em planejamento e estratégia, já que para vencer é preciso pensar adiante3.